# Antik & Auktion
Antik & Auktion är en tidskrift som givits ut sedan 1975. Den gick 1977–1985 under namnet Nya Antik & Auktion. 
Innehållet från Antik & Auktion publiceras på sajten allas.se tillsammans med innehållet från flera andra av Aller Medias titlar. 